# كاتسا
كاتسا (بالعبرية: קצין איסוף) هو الاسم العبري لضابط المخابرات الإسرائيلية ومن أشهرهم في الإعلام والذي أصدر عدة كتب منها طريق الخداع By way of diciption فيكتور استروفسكي وقد صور للإعلام على أنه منشق عن الموساد.

## العملية
كلمة كاتسا هي اختصار عبري لـ «كتسين يوسف» وتعني «ضابط التحصيلات». عادة ما يكون هناك 30-40 كاتسا في وقت واحد، تعمل في جميع أنحاء العالم، وبشكل رئيسي في أوروبا. معظم المعلومات التي يتم جمعها لإسرائيل هي في العالم العربي.